# Pseudocriopsis
Pseudocriopsis (лат.) — род усачей трибы Acanthocinini из подсемейства ламиин.

## Описание
Коренастые жуки с булавовидными бёдрам. От близких групп отличается следующими признаками: тело коренастое, округлое; усики короче или равны длине тела; переднегрудь с тупым выступом в начале базальной трети; переднеспинка с таким же бугорком; центрально-базальный гребень надкрылий уменьшен до небольшого выступа, без продольного валика; дистальный уротергит выемчатый.

## Классификация и распространение
Включает 2 вида. Ранее включаемый сюда вид Pseudocriopsis arthuri Audureau, 2017 в 2020 году был перенесён в состав рода Leptostylus LeConte, 1852, под новым именем Leptostylus arthuri comb. nov. Встречаются, в том числе, в Северной и Южной Америке.
- Pseudocriopsis abare Monné et al., 2020[6]
- Pseudocriopsis modesta Melzer, 1931